# Nitta
Nitta är en tätort i Ulricehamns kommun i Västra Götalands län. Den ligger vid Viskan.

## Samhället
Nitta hade tidigare en grundskola, Nitta skola. Efter att varit nedläggningshotad i flera år hade skolan sin sista skolavslutning sommaren 2012. Eleverna flyttades till Hökerums skola och skolbyggnaden gjordes om till förskola.
Nitta hade tidigare en lanthandel. Den hade etablerats år 1927 av Dalsjöfors kooperativa handelsförening men drevs senare av privatpersoner. År 2006 lades butiken ner.
Den år 1909 grundade Ås härads lån- och sparkassa hade ett bankkontor i Nitta. Lån- och sparkassan övertogs år 1919 av Borås bank som år 1924 lade ner kontoret i Nitta.

## Befolkningsutveckling
| Befolkningsutvecklingen i Nitta 1970–2020 | Befolkningsutvecklingen i Nitta 1970–2020 | Befolkningsutvecklingen i Nitta 1970–2020 | Befolkningsutvecklingen i Nitta 1970–2020 | Befolkningsutvecklingen i Nitta 1970–2020 |
| ----------------------------------------- | ----------------------------------------- | ----------------------------------------- | ----------------------------------------- | ----------------------------------------- |
|                                           |                                           |                                           |                                           |                                           |
| År                                        |                                           |                                           | Folkmängd                                 | Areal (ha)                                |
| 1970                                      | 1970                                      |                                           | 213                                       |                                           |
| 1975                                      | 1975                                      |                                           | 271                                       |                                           |
| 1980                                      | 1980                                      |                                           | 323                                       |                                           |
| 1990                                      | 1990                                      |                                           | 327                                       | 29                                        |
| 1995                                      | 1995                                      |                                           | 363                                       | 31                                        |
| 2000                                      | 2000                                      |                                           | 357                                       | 31                                        |
| 2005                                      | 2005                                      |                                           | 348                                       | 31                                        |
| 2010                                      | 2010                                      |                                           | 354                                       | 30                                        |
| 2015                                      | 2015                                      |                                           | 360                                       | 51                                        |
| 2020                                      | 2020                                      |                                           | 361                                       | 51                                        |
| Anm.: Ny tätort 1970                      |                                           |                                           |                                           |                                           |